# Henric, Mare Duce de Luxemburg
Marele Duce Henric (n. 16 aprilie 1955, Betzdorf, districtul Grevenmacher) este suveranul Marelui Ducat de Luxemburg. Este fiul cel mare al Marelui Duce Jean și al Prințesei Josephine-Charlotte a Belgiei. Bunicii materni au fost regele Leopold al III-lea și regina Astrid a Suediei. Este văr cu regele Filip al Belgiei.

## Copilărie și educație
Marele Duce Henric are patru frați: arhiducesa Marie Astrid de Austria (n. 1954), prințul Jean de Luxemburg (n. 1957), prințesa Margareta de Liechtenstein (n. 1957) și prințul Guillaume de Luxemburg (n. 1963).
Henric a devenit mare duce moștenitor la 7 octombrie 2000. A fost educat la Luxemburg și Franța, unde a obținut bacalaureatul în 1974. Apoi a studiat științe politice la Universitatea din Geneva, pe care a absolvit-o în 1980. Marele Duce Henric are, de asemenea, pregătire militară la Academia Regală Militară Sandhurst, Anglia.

## Căsătorie și familie
În timp ce studia la Geneva, Henric a cunoscut-o pe María Teresa Mestre y Batista, care era studentă tot la științe politice. S-au căsătorit la Luxemburg la 4 februarie/14 februarie 1981.
Cuplul are cinci copii:
1. Prințul Guillaume Jean Joseph Marie, Mare Duce Ereditar de Luxemburg (n. 11 noiembrie 1981), căsătorit cu contesa belgiană Stephanie de Lannoy
2. Prințul Félix Léopold Marie Guillaume (n. 3 iunie 1984), căsătorit cu Claire Lademacher.
3. Prințul Louis Xavier Marie Guillaume (n. 3 august 1986), a fost căsătorit cu Tessy Antony; divorțat. În 2006, acesta a renunțat la drepturile sale de succesiune la Tronul luxemburghez, pentru el și pentru descendenții săi.
4. Prințesa Alexandra Joséphine Teresa Charlotte Marie Wilhelmine (n. 16 februarie 1991)
5. Prințul Sébastien Henri Marie Guillaume (n. 16 aprilie 1992)

și patru nepoți:
1. Prințesa Amalia Gabriela Maria Teresa de Nassau (n. 15 iunie 2014), fiică a prințului Felix și a soției acestuia, Claire
2. Prințul Liam Henri Hartmut de Nassau (n. 28 noiembrie 2016), fiu al prințului Felix și al soției acestuia, Claire
3. Prințul Gabriel Michael Louis Ronny  de Nassau (n. 12 martie 2006), fiu al prințului Louis și prințesei Tessy
4. Prințul Noah Guillaume de Nassau (n. 21 septembrie 2007), fiu al prințului Louis și prințesei Tessy